# 80451 Alwoods
80451 Alwoods este un asteroid din centura principală de asteroizi.

## Descriere
80451 Alwoods este un asteroid din centura principală de asteroizi. A fost descoperit pe 1 ianuarie 2000 la Oaxaca de James M. Roe. El prezintă o orbită caracterizată de o semiaxă mare de 2,29 ua, o excentricitate de 0,09 și o înclinație de 5,7° în raport cu ecliptica.